# جورج لامبرت (لاعب كرة قدم أسترالية)
جورج لامبرت (بالإنجليزية: George Lambert)‏ هو لاعب كرة قدم أسترالية أسترالي، ولد في 9 سبتمبر 1887 في فيتزوري ‏ في أستراليا، وتوفي في 20 مارس 1938 في Kew East, Victoria ‏ في أستراليا.

## وصلات خارجية
- جورج لامبرت على موقع AustralianFootball.com (الإنجليزية)
- جورج لامبرت على موقع AFLtables.com (الإنجليزية)